# إيرفين أبيل
إيرفين أبيل (بالإنجليزية: Irvin Abell)‏ (من مواليد 13 سبتمبر 1876 - تُوفى 28 أغسطس 1949) وهو جراح من لويفيل (كنتاكي). تخرج من كلية لويسفيل الطبية في عام 1897 ثم درس في ألمانيا في جامعة ماربورغ وجامعة هومبولت في برلين. التحق بكلية الطب في لويفيل في عام 1900 وأصبح أستاذ الجراحة عندما اندمجت المدرسة مع جامعة لويزفيل في عام 1908. تم تعيينه إلى مجلس أمناء المدرسة في عام 1935.
كان أبيل أول رئيس في "Phi Chi Medical Fraternity" في عام 1897.
كان رئيسا للجمعية الطبية الأمريكية من 1938 إلى 1939، وعمل أيضا رئيسا لكلية الجراحين الأمريكية وجمعية ولاية كنتاكي الطبية. وخلال الحرب العالمية الثانية ترأس اللجنة الوطنية التي تشاورت مع وزارة دفاع الولايات المتحدة بشأن مسائل الصحة العامة.
دفن في مقبرة كهف هيل في لويزفيل.

## للمزيد من القراءة
- Johnson، E. Polk (1912). A History of Kentucky and Kentuckians: The Leaders and Representative Men in Commerce, Industry and Modern Activities. Lewis Publishing Company. ص. 1041–1042. مؤرشف من الأصل في 2022-12-19. اطلع عليه بتاريخ 2008-11-10.
- Pike، Burlyn (23 نوفمبر 1941). "You Can't Pin A Prodigy Tag On Irvin Abell". Louisville Courier-Journal Magazine.